# 로쿠조촌 (후쿠이현)
로쿠조촌(六条村)은 후쿠이현 아스와군에 있던 촌이다. 현재의 후쿠이시 중심부의 남방에 해당한다.

## 역사
- 1889년 4월 1일 - 정촌제 시행에 의해 11개 촌의 구역을 가지고 성립하였다.
- 1955년 3월 31일 - 사코촌, 이치조다니촌, 가미몬주촌, 시모몬주촌, 로쿠조촌과 합병해 아스와촌이 성립하여, 동일 로쿠조촌은 폐지되었다.

## 교통

### 철도
- 후쿠이 철도
  - 후쿠부선

이 외에도 일본국유철도 호쿠리쿠 본선이 마을을 통과했지만 역은 존재하지 않았다. 에쓰미호쿠선 및 로쿠조역은 미개업.

## 참고문헌
- 角川日本地名大辞典 18 福井県